# Beka Burjanadze
Beqa Burjanadze (en georgiano:ბექა ბურჯანაძე; Tbilisi, Georgia, 3 de enero de 1994) es un jugador de baloncesto georgiano que pertenece a la plantilla del Covirán Granada de la liga ACB. Con 2.01 metros de estatura, juega en la posición de pívot.

## Trayectoria
Fichó por la cantera del CB Sevilla con 16 años. En 2014 el equipo sevillano decidió no renovarle y fichó por el Club Basquet Coruña, equipo en el que rindió a un gran nivel y en el que acumuló varios MVP de la jornada.
En su última temporada 2015-16 en Leyma Coruña se fue hasta los 16,4 puntos y 7 rebotes para 17,4 tantos de valoración media consiguiendo varias nominaciones como hombre más destacado de la jornada, con 4 MVP y formando parte del 5 ideal de la jornada en 7 ocasiones.
El 29 de junio de 2016, firma por el MoraBanc Andorra, donde coincide con su compatriota Giorgi Shermadini. Llega después de haber sido una de las sensaciones de la temporada 2015-16 de la LEB Oro, siendo incluido en la lista de la Revista Gigantes como uno de  los 10 jugadores con más proyección ACB de la categoría.
En verano del 2019 firma un contrato de 2 años con el  CB Gran Canaria de la Liga ACB. En febrero de 2021, rescindió el contrato.
El 30 de julio de 2021, se oficializa su fichaje por el Coosur Real Betis.
El 13 de noviembre de 2022, firma un contrato "de prueba" por el Pallacanestro Reggiana de la Lega Basket Serie A.
El 18 de agosto de 2023, firma por el Club Basquet Coruña de la LEB Oro.
El 31 de julio de 2025 fichó por el Covirán Granada de la liga ACB.

### Selección nacional
En septiembre de 2022 disputó con el combinado absoluto georgiano el EuroBasket 2022, finalizando en vigesimoprimera posición. Previamente disputó el Eurobasket 2013 y Eurobasket 2015.